# Coelioxys pampeana
Coelioxys pampeana là một loài Hymenoptera trong họ Megachilidae. Loài này được Holmberg mô tả khoa học năm 1887.